# Kertch (croiseur)
Le Kertch (russe : Керчь) est un croiseur lance-missiles de la classe Kara ayant servi dans la flotte de la mer Noire de la marine soviétique puis russe.
À partir de 2014, le navire est démoli à la suite d'un incendie important ayant eu lieu le 4 novembre 2014.

## Histoire
Sa quille est posée en Union soviétique le 30 avril 1971, il est lancé le 21 juillet 1972 et mis en service dans la flotte soviétique de la mer Noire le 25 décembre 1974. Le navire est construit dans le chantier naval n° 61 Kommunar à Nikolayev (Mykolaïv) sur la mer Noire. Il servit dans la flotte soviétique jusqu'en 1991, avant de rejoindre la force successive, la marine russe.

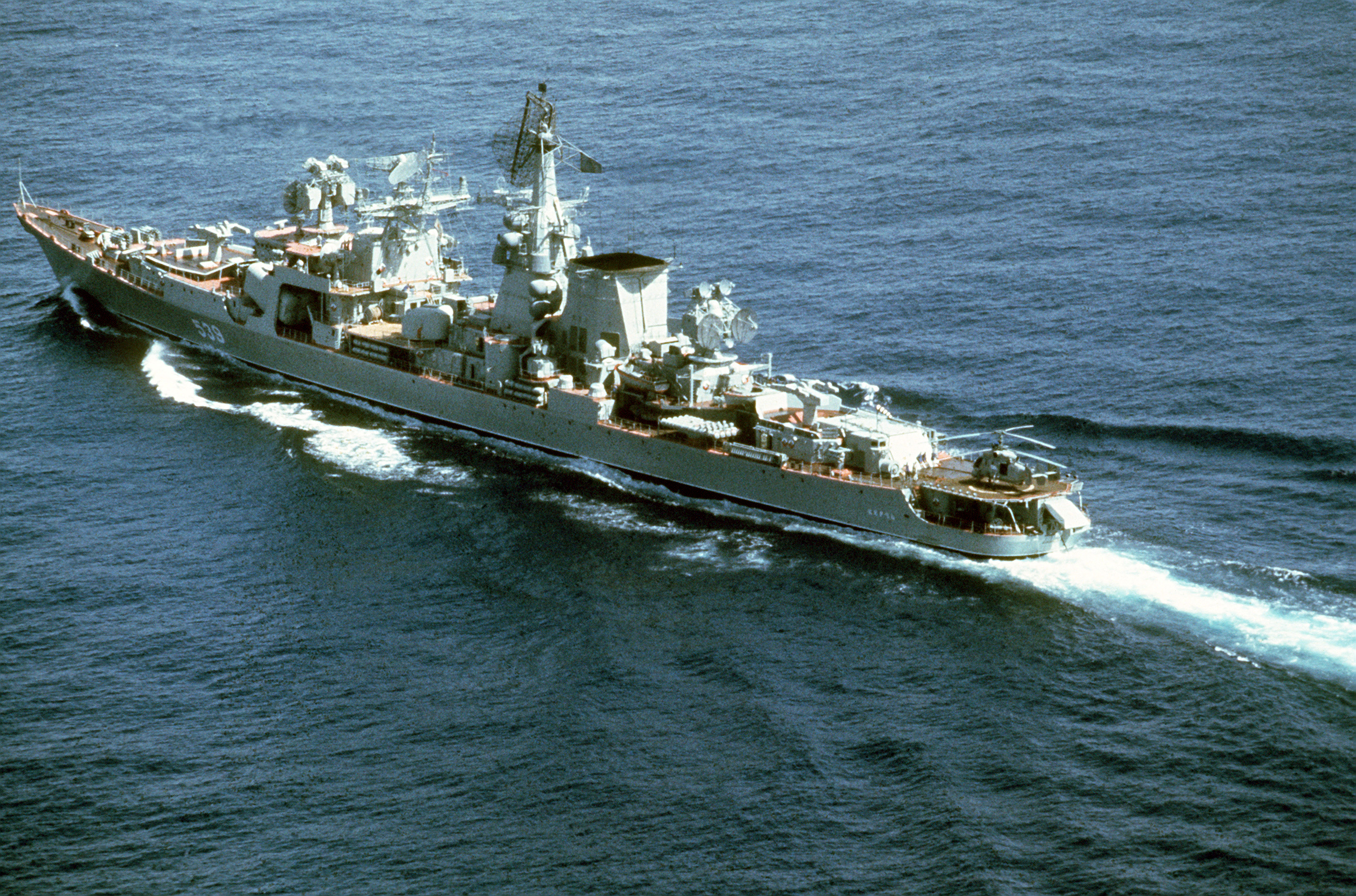
Le Kertch en service en 1986.

Le 4 novembre 2014, un incendie se déclare à bord lors d'un entretien de routine à Sébastopol. Selon les responsables, personne n'est blessé et l'incendie est circonscrit à l'arrière du navire. Le 24 avril 2020, le navire est remorqué de son quai en vue de sa démolition,.